# 印西耳蕨
印西耳蕨（学名：Polystichum mehrae）为鳞毛蕨科耳蕨属下的一个种。

## 扩展阅读
- 維基物種上的相關：印西耳蕨